# Camelotia
Camelotia ("Pocházející z Kamelotu") byl rod středně velkého prosauropodního nebo sauropodního dinosaura.

## Rozměry
V dospělosti dosahoval délky zhruba 9 až 10 metrů a hmotnosti kolem 2500 kilogramů. Jednalo se tak pravděpodobně o jednoho z největších suchozemských živočichů své doby.
Tento sauropodomorf žil v období pozdního triasu na území dnešní Anglie. Velmi podobné fosilie byly objeveny také na území francouzské Normandie a označeny jako Camelotia cf.
Camelotia borealis byla popsána Galtonem v roce 1985. Dříve popsané dinosauří rody Avalonianus a Gresslyosaurus nyní také spadají do tohoto rodu.